# Miguel Benasayag
Miguel Benasayag (nacido en 1953) es un filósofo, psicoanalista, investigador en epistemología y excombatiente de la resistencia guevarista argentino. Está vinculado al movimiento libertario de izquierda. También posee la ciudadanía francesa.

## Biografía
Miguel Benasayag nació en Argentina, en el seno de una familia que él mismo describe como “judíos intelectuales”. Estudió medicina en Argentina al mismo tiempo que combatía en la guerrilla guevarista.
Fue arrestado tres veces, y en la tercera ocasión fue torturado. Sobrevivió y pasó cuatro años en prisión. Tras el asesinato de dos monjas francesas por parte de la junta, Benasayag pudo beneficiarse, gracias a su doble nacionalidad argentino-francesa (su madre francesa había salido de Francia en 1939), del programa de liberación de presos franceses en Argentina, y se exilió en Francia en 1978, un país que no conocía. Él afirma que su liberación fue parte de una negociación conducida por Maurice Papon en el marco de la compra de armas francesas por parte de Argentina.
En Francia, se casó en 1982, tuvo dos hijos y por un tiempo continuó su militancia guerrillera. Luego se convirtió en investigador, clínico y activista dentro del “nuevo radicalismo”.
Fue profesor visitante en la Facultad de Medicina de Buenos Aires, en la cátedra de epistemología. En 1987 defendió una tesis en ciencias humanas clínicas en la Universidad de París VII: Sobre el sujeto en las prisiones políticas. Estudio psicoanalítico de la relación sujeto-discurso en situación límite, bajo la dirección del filósofo y sociólogo Pierre Ansart. En 2001 obtuvo una HDR (habilitación para dirigir investigaciones) en Montpellier, en Antropología y Sociología. El tema fue la irrupción de la incertidumbre en las ciencias duras y las ciencias humanas. Fue profesor visitante en la Universidad de Lille 3. Dirige los "laboratorios sociales" en Argentina.
Participó en la Universidad Popular de la Ciudad de 4000, en La Courneuve. Coordina la universidad popular de Ris Orangis. Coordina el programa de “despsiquiatrización” en Brasil, en Fortaleza. Desde 2008 dirige en Buenos Aires el laboratorio de biología teórica Campo Biológico. Es columnista semanal en Radio Nacional Argentina.
Es autor en 1999 del Manifiesto de la Red de Resistencia Alternativa. Entre 2003 y 2007 coordinó una investigación sobre la experiencia del autobús de metadona de Médicos del Mundo. En 2007, en Francia, apoyó la candidatura presidencial de José Bové y firmó una petición por la liberación de antiguos miembros de Action Direct.
Entre 2010 y 2018 trabajó con Lavaca, una cooperativa social ubicada en Buenos Aires (Argentina), que desarrolla una destacada actividad de investigación en los campos social y científico. En Francia, en Amiens, co-coordina el laboratorio Art & Epoque junto con la Compagnie du Théâtre Useless. Desde 2005 también trabaja en Florencia (Italia), en el marco de un seminario mensual de investigación organizado con COOP y el movimiento cooperativo italiano.
En 2010 escribió para La Mèche y firmó una columna por los cinco de Villiers-le-Bel tras los disturbios de 2007, llamando al derrocamiento de la policía, calificada como “ejército de ocupación”. Para Philippe Bilger, este texto "ni siquiera pertenece a la extrema izquierda ni al izquierdismo sulfuroso", sino que apunta “a nada menos que legitimar un intento de asesinato”.
Es miembro del Comité de Apoyo del Centro Primo Levi (atención y apoyo a víctimas de tortura y violencia política).
Desde 2020 dirige el laboratorio Organismos y artefactos: transformaciones en el campo biológico y antropológico en el marco de la maestría en Estéticas Contemporáneas Latinoamericanas, con sede en la Universidad Nacional de Avellaneda (Argentina).

### Polémica en France Culture
Miguel Benasayag tenía una columna en el programa Les Matins de France Culture. En el programa del 18 de marzo de 2004, presentó un libro de Évelyne Sire-Marin, del Syndicat de la magistrature, titulado Police et Justice, cuya tesis principal es la similitud entre las propuestas de seguridad del Frente Nacional y las medidas legislativas adoptadas por Nicolas Sarkozy, ministro francés del Interior, y Dominique Perben, ministro francés de Justicia. El libro en cuestión indica que de las veinticuatro propuestas del FN, once ya han sido aplicadas por el gobierno de Jean-Pierre Raffarin9,10.
Miguel Benasayag fue invitado a poner fin a su colaboración con France Culture el 19 de marzo de 2004. Laure Adler, directora de programas de France Culture, negó que hubiera sido "marginado por razones políticas" y argumentó que Miguel Benasayag había "transformado su columna en un alegato pro domo a favor de su propia visión del mundo. Esto no es lo que se había acordado "11. Fue sustituido el 29 de marzo de 2004 por la filósofa Geneviève Fraisse.

### Malgré tout
Malgré tout (en español "pese a todo") es el nombre de un colectivo creado por iniciativa de Miguel Benasayag12 con François Gèze, Angélique Del Rey, Édith Charlton, Annick Monte, Bastien Cany, etc.13
En el texto introductorio ¿Quiénes somos?14 , leemos: "El colectivo nació de un deseo libertario de articular la conciencia de la complejidad de la realidad con prácticas emancipadoras concretas.
"Resistir es crear", y no sólo confrontar (aunque, en cualquier situación, haya que asumir distintos niveles de confrontación). Las líneas de resistencia-creación pasan por esas grietas que reconocemos como las verdaderas "fronteras internas" del sistema". / 
- Collectif Malgré Tout, Reflexiones sobre la refundación del Collectif Malgré Tout
Próximo a movimientos como ATTAC, Mouvement des sans-terre, No Vox network, Droit au logement, Réseau éducation sans frontières, Laboratoires Sociaux o Act Up-Paris, este movimiento se mantiene alejado de la acción política tradicional. El Colectivo ha desarrollado laboratorios sociales en Argentina, Francia e Italia y sigue ofreciendo un seminario mensual llamado "Comprender y actuar en la complejidad", coorganizado por Miguel Benasayag y Bastien Cany
En abril de 2020, el Colectivo Malgré Tout publicó el Pequeño Manifiesto para tiempos de pandemia, publicado en su versión italiana en formato digital por la editorial Notteetempo y en www.purochamuyo.com / Cuadernos de Crisis en Argentina.

## Obras principales
Entre las publicaciones más relevantes de Benasayag se encuentran:
- Malgré tout, contes à voix basse des prisons argentines (1980, Éditions Maspero): Escrito tras su experiencia como preso político en Argentina, este libro recoge relatos y reflexiones sobre la resistencia y la supervivencia en contextos de represión. Prefaciado por David Rousset, es un testimonio clave de su trayectoria personal y política.[11]
- Critique du bonheur (1989, La Découverte, con Édith Charlton): En esta obra, Benasayag analiza cómo la búsqueda de la felicidad en las sociedades capitalistas se convierte en una ideología que refuerza el conformismo y la alienación, proponiendo en cambio una ética de la acción colectiva.[12]
- Le Mythe de l’individu (1998, La Découverte): Aquí, Benasayag cuestiona el individualismo como pilar del capitalismo, argumentando que genera impotencia y aislamiento. Propone prácticas de solidaridad y acción colectiva como formas de resistencia.[13]
- Connaître est agir: Paysages et situations (2006, La Découverte, con Angélique Del Rey): Este libro desarrolla la idea de que el conocimiento no es un fin en sí mismo, sino una herramienta para la acción transformadora en contextos complejos, enfatizando la importancia de comprender las dinámicas sociales desde la práctica.[14]
- Éloge du conflit (2007, La Découverte, con Angélique Del Rey): Benasayag y Del Rey defienden el conflicto como un motor de cambio social, frente a la tendencia contemporánea de neutralizarlo. Argumentan que el conflicto, entendido como una dinámica creativa, es esencial para la emancipación.[15]
- La singularité du vivant (2017, Le Pommier): En esta obra, Benasayag desarrolla una filosofía del organismo que se opone al reduccionismo algorítmico y al modelo computacionalista, defendiendo la irreductibilidad de la vida a modelos tecnológicos.[16]

## Publicaciones
- Malgré  tout, contes à voix basse des prisons argentines  (1980), Éditions Maspero  (titre original : A pesar de todo), prefacio de David Rousset.
- Transferts.  Argentine : écrits de prison et d’exil, con Francisco  Sorribes Vaca, Maspero, 1983
- Utopie  et liberté. Les droits de l'homme: une idéologie? (1986), La Découverte.
- Critique  du bonheur con Édith Charlton (1989), La Découverte.
- Cette  douce certitude du pire con Édith Charlton (1991), La Découverte.
- Le  Pari amoureux con Dardo Scavino, La Découverte, 1992
- Pour  une nouvelle Radicalité, La Découverte, 1993
- Penser La liberté : La décision, le hasard et la situation con la colaboración de Annick Monte (1994), La Découverte.
- Peut-on  penser le monde ? Hasard et incertitude, en colaboración con Herman Akdag y Claude Secroun (1997), éditions du Félin.
- Le  Mythe de l'individu (1998), La Découverte. (ISBN 2-7071-2883-X)
- La  Fabrication de l'information : les journalistes et l'idéologie de la communication (1999) con Florence Aubenas,  La Découverte. (ISBN 978-2-7071-3112-6)
- Du  ontre-pouvoir, en colaboración con Diego Sztulwark (2000), La Découverte. (ISBN 2-7071-3316-7)
- Parcours  entretiens avec Anne Dufourmantelle, Calmann-Levy 2001
- Résister,  c'est créer, en colaboración con Florence Aubenas (2002), La Découverte.
- Che  Guevara : Du mythe à l’homme - Aller-retour  (2003) -- Broché.
- Les  Passions tristes. Souffrance psychique et crise sociale, en colaboración con Gérard Schmit (2003), La Découverte, nouvelle édition 2006 -- Broché.
- Abécédaire de l'engagement, avec Béatrice  Bouniol (2004), Bayard
- La  Fragilité (2004), édition La Découverte, collection   armillaire (ISBN 2-7071-4268-9)
- Connaître est agir : Paysages et situations en colaboración con Angélique Del Rey (2006), édition La Découverte, collection armillaire
- Plus  jamais seul, le phénomène du téléphone portable (2006), Bayard
- Éloge du conflit, avec Angélique del Rey (2007), La Découverte
- La  chasse aux enfants : L'effet miroir de l'expulsion des sans-papiers, con Angélique del Rey y militantes de RESF (2008), La Découverte (ISBN 978-2-7071-5453-8)
- La  santé à tout prix (2008), Bayard (ISBN 978-2-227-47750-6)
- «Re-territorialiser» en Regards sur la crise. Réflexions pour comprendre la crise… et en sortir, obra colectiva dirigida por Antoine Mercier con Alain Badiou, Rémi Brague, Dany-Robert Dufour, Alain Finkielkraut,  Élisabeth de Fontenay (et al.), Paris, Éditions Hermann, 2010
- Organismes  et artefacts, La Découverte, 2010
- De  la servitude volontaire (prefacio), Étienne de La Boétie,  Le Passager clandestin, 2010
- De  l'engagement dans une époque obscure (con Angélique Del Rey), Le Passager clandestin, 2011, 2017
- Fabriquer le vivant? (con Pierre-Henri Gouyon),  La Découverte,  2012
- (es) Medicina y Biopoder (con Angélique Del Rey) - Colectivo Editorial Crisis, Argentina, 2012
- (es)  La vida es una herida absurda (con Luis Mattini), 2013
- (es) El mito del individuo - Topía- Colección Fichas para el siglo XXI - 2013
- (it)  Malgrado la Crisi, dialogo con Miguel Benasayag, (COOP.IT), 2014
- (it)   c'è una vita prima la morte? Miguel Benasayag avec Riccardo Mazzeo, éditions Erickson, Italie.
- Clinique  du mal être. La "psy" face aux nouvelles souffrances psychiques, con Angélique del Rey, Paris, La Découverte, febrero de 2015.
- (es)  El cerebro aumentado, el hombre disminuído Miguel Benasayag,  Ediciones Paidós, Buenos Aires.
- Cerveau  augmenté, homme diminué, Miguel Benasayag, La  Découverte, 2016 por la traducción francesa.
- La  singularité du vivant, Le Pommier, 2017, 192 páginas.
- Fonctionner  ou exister ?, Le Pommier 2018, 142  páginas.
- (es) La Singularidad de lo vivo - Prometeo LIbros, 2019
- La  tyrannie des algorithmes (conversación con  Régis Meyran), Editions Textuel, octubre de 2019, 132 páginas.
- (it) Cinque  lezioni di complessità (con Teodoro Cohen), Fondazione Giangiacomo Feltrinelli, Milano, noviembre de 2020, 128 páginas.
- Le retour de l'exil. Repenser le sens commun, con Bastien Cany, Le Pommier, febrero de 2021, 176 páginas.
- (es)¿Funcionamos o Existimos? Una respuesta a la colonización algorítmica, Prometeo Editorial, 2021
- Les  nouvelles figures de l'agir. Penser et s'engager depuis le vivant, con Bastien Cany, La Découverte, abril de 2021, 296 páginas.
- (es) Experiencia y Sentido Común, Repensar la separación que impuso la Modernidad, Prometeo Libros, 2022
- (it) Del  dialogo nella complessità, con Teodoro Cohen, PensaMultimedia, septiembre de 2022, 144 páginas.
- Cerveaux  augmentés, Humanité diminuée ?, con Thierry Murat,  La Découverte X Delcourt, mayo de 2023, 184 páginas.
- (es) Los nuevos sujetos del actuar - Posmodernidad y Despolitización, Prometeo Editorial, 2023
- La inteligencia artificial no piensa (El cerebro tampoco), con Ariel Pennisi - Prometeo Editorial, 2023